# Scoglio Zuccon
Lo scoglio Zuccon (in croato Pomerski Školjić) è un isolotto disabitato della Croazia, situato all'estremità meridionale dell'Istria, a sudest di Pola.
Amministrativamente appartiene alla città di Medolino, nella regione istriana.

## Geografia
Lo scoglio Zuccon si trova nella parte interna del porto di Medolino, insenatura del più grande golfo di Medolino, all'ingresso della baia Val Fontana (uvala Funtane) e a nordest del capo rt Muća. Nel punto più ravvicinato dista 120 m dalla terraferma e poco meno di 630 m dallo scoglio Pomer.
Zuccon è un isolotto dalla forma ovale che misura 165 m di lunghezza e 130 m di larghezza massima. Ha una superficie di 0,0144 km² e uno sviluppo costiero di 0,442 km. Al centro, raggiunge un'elevazione massima di 8 m s.l.m.

### Isole adiacenti
- Scoglio Pomer (Premanturski Školjić), isolotto gemello di Zuccon, poco più a nord.

### Cartografia
- (HR) Mappa topografica della Croazia 1:25000, su preglednik.arkod.hr.